# Sjuhalla och del av Vrängö
Sjuhalla och del av Vrängö is een plaats in de gemeente Karlskrona in het landschap Blekinge en de provincie Blekinge län in Zweden. De plaats heeft 175 inwoners (2005) en een oppervlakte van 40 hectare.